# Lovica von Pröpper
Lovica von Pröpper, eigentlich Ludovica von Pröpper (* 1810; † 1898) war eine deutsche Kochbuchautorin.

## Leben und Werk
Ludovica von Pröpper war die Tochter des Freiherrn Joseph von Pröpper, des ersten Preußischen Landrates des Kreises Grevenbroich und Eigentümers des Schlosses Hülchrath.
Sie trat vor allem als Autorin von Kochbüchern hervor; aus ihrer Feder stammen zahlreiche Rezeptsammlungen und Spezialkochbücher. Wichtig sind die teilweise bis heute erhaltenen und im Kreisarchiv Neuss aufbewahrten Kochbücher auch als Quelle für das Leben auf Schloss Hülchrath gegen Ende des 19. Jahrhunderts sowie für die Familie von Pröpper, da Ludovica hier zahlreiche Einzelheiten und Alltagserfahrungen des Lebens auf Schloss Hülchrath verarbeitete.
Neuerungen verschloss sie sich nicht. So bezeichnete Lovica von Pröpper in einem Brief an die Firma Dr. Oetker deren Backpulver als „große Erleichterung“. Mit diesem Schreiben warb die Firma Dr. Oetker noch 1916.

## Werke (Auswahl)
- Waidmanns Küche
- Hausmannskost
- Häusliche Konditorei
- Wildküche
- Güldenes ABC für Herrschaften und Dienstboten, Hirt und Sohn, Leipzig 1875 – Digitalisat (DjVu)
- Fastenküche. Enthaltend an 1000 Recepte nebst Speise-Zetteln für alle Fast- und Abstinenz-Tage des Jahres, Schöningh, Paderborn 1878
- Der Kaffee- und Theetisch nebst Rezepten und Servierkarten, 1882
- Kartoffelküche, 1888